# Where Were We?
"Where Were We?" (o traducido como "Por donde íbamos?") es el primer episodio de la segunda temporada de la serie de televisión How I Met Your Mother. Se emitió por primera vez el 17 de octubre de 2005. El episodio fue escrito por Carter Bays y Craig Thomas y fue dirigido por Pamela Fryman. Este es el vigésimo tercer episodio de la serie en general.

## Reparto
| - Josh Radnor como Ted Mosby. - Jason Segel como Marshall Eriksen. - Cobie Smulders como Robin Scherbatsky. - Neil Patrick Harris como Barney Stinson. - Alyson Hannigan como Lily Aldrin. - Bob Saget como Futuro Ted Mosby. (Voz, No acreditado) - Lyndsy Fonseca como Penny Mosby. (la futura hija de Ted) - David Henrie como Luke Mosby. (el futuro hijo de Ted) | - George Clinton como el mismo - Jenae Altschwager como Sunshine |

## Trama
Durante todo el verano,  Ted está muy contento por su nueva relación con  Robin, mientras que  Marshall se revuelca en la depresión por su ruptura con  Lily. Mientras tanto ,Barney se ve obligado a escuchar constantemente, ya sea como Ted alegremente describe su nueva relación con Robin o Marshall se lamenta de su relación fallida con Lily. Marshall no puede ni siquiera comer panqueques en domingo (Pancake Day), ya que le recuerdan a Lily, y Ted constantemente lo vigila para que no llame a Lily. Después de 40 días, Marshall todavía no puede dejar el apartamento y Robin, Ted y Barney discuten la situación. Barney lleva a Marshall a un club de estriptis. Barney le dice que para reemplazar la imagen de Lily desnuda en su cabeza debe ver a otras mujeres desnudas. Ted lleva a Marshall a un partido entre los  Yankees - indios en un juego de béisbol, pero cuando una pareja se engancha unas cuantas filas por debajo de ellos, Marshall lanza su ira sobre ellos. La Seguridad lo acompaña fuera del estadio.
Robin, que ha estado escondiendo de Ted el hecho de que a ella le gustan las armas de fuego, finalmente se lleva a Marshall a un campo de tiro, y dispara algunas rondas, lo que le anima un poco. Su buen humor es de corta duración, aunque cuando se encuentra uno de los proyectos de ley de Lily de tarjetas de crédito en el correo. En cuanto a los cargos en su factura, Marshall se imagina que Lily ha conectado con  George Clinton y hacen todo lo que él y Lily no lo hizo, como jugar al tenis y ser dueño de un hurón. Barney le da Marshall la idea de buscar a su declaración en línea con tarjeta de crédito para ver los cargos más recientes y Marshall descubre que hay cargos en la tarjeta de un hotel en Nueva York. A pesar de los esfuerzos de Ted, Marshall llama el hotel y un hombre contesta el teléfono en la habitación de Lily. Tratar de convencer a Marshall de no ir al hotel, Ted finalmente se ponen difíciles en él, diciéndole que tan patético como Marshall se encuentra en el momento en que no tendrá la oportunidad de recuperar Lily. Marshall no está de acuerdo en ir al hotel, y Ted y Robin se van a un fin de semana romántico, poniendo a Barney a cargo de quedarse con Marshall. Al salir de la ciudad, Robin y Ted discutir o no si Ted era demasiado duro con Marshall y Ted revela que Marshall le contó sobre el campo de tiro. Sentimientos de culpa, Ted llama a Barney para ver cómo está haciendo Marshall. Barney, que había tomado Marshall a otro club de la tira, se da cuenta de que Marshall se ha ido. Ted y Robin dar la vuelta y dirigirse al hotel para encontrar Marshall.
Ted Marshall se encuentra en el bar del hotel, y Marshall le dice que él ya se había ido a la habitación de Lily y golpeó al hombre que abrió la puerta. Luego se enteró de que el hombre en la habitación del hotel no era nada nuevo novio de Lily-Lily le había robado la tarjeta de crédito. Ted intenta tranquilizar a Marshall que Lily no regresó a la ciudad sin tener que llamar a él ya no tenía un nuevo novio, pero Marshall le molesta que el último eslabón que tenía que Lily era una mentira. Ted recuerda Marshall, de la primera vez que se conocieron en la universidad, antes de que Marshall se había reunido Lily. Ted le dice a Marshall que él es alguien fuera de su relación con Lily y le anima a no dejar que su ruptura con Lily arruinar su vida. Mientras que Marshall no devuelvas inmediatamente, un domingo por la mañana que hace panqueques para Ted y Robin. Como Marshall comienza a salir otra vez, Lily aparece en un MacLaren de la noche. Ella ve a sus amigos tomando unas copas y hojas inadvertidas.

## Continuidad
- Ted y Robin mencionan que Marshall durmió en la habitación de Ted después de ver una película de miedo, la primera referencia de que Marshall odia las películas de miedo.